# Châtillon-sur-Seiche
Châtillon-sur-Seiche é uma comuna francesa na região administrativa da Bretanha, no departamento Ille-et-Vilaine. Estende-se por uma área de 12,21 km². 